# Крутоярский (Ростовская область)
Крутоя́рский — посёлок в Мартыновском районе Ростовской области.
Входит в состав Малоорловского сельского поселения.

## Население
| 2010 |
| ---- |
| 461  |

## Улицы
- ул. Молодёжная,
- ул. Охотничья,
- ул. Садовая,
- ул. Седьмая,
- ул. Центральная,
- ул. Широкая,
- пер. Степной.